# 1000fryd
1000fryd er et selvejende og brugerstyret kulturhus i Aalborg på ca. 770 kvadratmeter. Foruden at afvikle koncerter med mellem 80-100 bands om året lægger stedet også lokaler til blandt andet en café, et multirum, et øvelokale, en biograf (PeepShoppen) med 30 sæder, et fitnessrum, tre mødelokaler, et atelier og en lille gårdhave.

## Historie og struktur
Foreningen Tusindfryd eller bare "1000Fryd" blev stiftet på et stormøde i “Multi Maren” tirsdag den 25. November 1980, bl.a. på initiativ af Anders Wested. I 1983 købte man huset i Kattesundet 10-12 og cafeen åbnede for offentligheden i 1984. Baggrunden var Aalborg Kommunes overtagelse af det ellers brugerstyrede "Huset" det som i dag er kendt som "huset i Hasserisgade". Efter en besværlig finansiering og med økonomisk støtte fra bl.a. Café Victorias Kulturfond har foreningen siden ejet sine egne lokaler og opfatter sig selv som et brugerstyret kultur- og aktivitetshus. Det vil sige, at foreningen bygger på et princip om, at det er de aktive, der har retten til at tage beslutninger. Samtidigt fungerer den på non-profit-basis, hvilket betyder, at der ikke er nogen private, der tjener penge på hverken koncerter eller caféen. Alt overskud går til afholdelsen af aktiviteter.

1000fryd afholder årsmøde en gang om året, som er et forum, hvor beslutninger om foreningens fremtid træffes. Derudover holdes der stormøder mindst to gange om året og mandagsmøder og bookingmøder en gang om ugen, hvor de aktive diskuterer og tager beslutninger vedrørende foreningens aktiviteter. 1000fryds koncerter er primært med navne fra den musikalske undergrund i ind- og udland. En beskrivelse af det tidlige 1000fryd og miljøet omkring det findes i den danske forfatter Jakob Ejersbos roman Nordkraft.

1000fryd har to fuldtidsansatte, ansat af foreningens medlemmer som varetager foreningens kontor. Disse har imidlertid ikke ledelsesmæssige funktioner, men står udelukkende for økonomien og løse de opgaver, som foreningens aktivister beder dem om. Det samme gælder foreningens løstansatte lydmænd/kvinder som varetager den tekniske del af koncert virksomheden. Alle andre arbejder frivilligt og ulønnet i foreningen.

## Aktivistgrupper
Aktivitetsgrupper er arbejdsgrupper nedsat af foreningens stormøder, der varetager hver deres område i huset. Det er i disse grupper der arbejdes med at holde 1000fryd i gang. 1000fryd har (2022) følgende aktivitetsgrupper: Bookinggruppen, Peepshopgruppen og Bargruppen.